# Лидманис, Янис
Я́нис Ли́дманис (латыш. Jānis Lidmanis; 18 января 1910, Рига — 29 ноября 1986, Мельбурн) — латвийский баскетболист и футболист, чемпион Европы по баскетболу 1935 года.

## Биография
Выступал за ЛБС, «Латвияс яунатнес» и ЯКС, был в их составе трёхкратным чемпионом Латвии (1928, 1931, 1932). Позднее играл за АСК.
За баскетбольную сборную Латвии в период с 1928 по 1936 год сыграл 14 матчей. На победном чемпионате Европы 1935 года входил в стартовую пятёрку, принял участие во всех 3 матчах, набрал 15 очков.
Долгие годы был капитаном футбольной сборной Латвии. Дебютировал в команде 28 мая 1931 года в товарищеской игре со сборной Эстонии. Всего провёл за сборную 55 матчей (26 из них — в качестве капитана), забил 2 мяча. Четырежды выигрывал Кубок Балтии. На клубном уровне играл за «Ригас» на позиции полузащитника.
В 1944 году бежал в Германию, в 1949 переехал в Австралию, где и жил до своей кончины в 1986 году.